# أليسون تايلور
أليسون تايلور (بالإنجليزية: Allison Taylor)‏ (و. – م) هي شخصية خيالية من المسلسل التلفزيوني 24. تلعب دورها شري جونز.
تولت منصب رئيس الولايات المتحدة الأمريكية .